# Крепость Рудхан
Крепость Рудхан (перс. قلعه رودخان или قلعه حسامی‎, гил. رودخان دژ) — выполненная из камня и кирпича средневековая крепость в Иране. Крепость расположенная в деревне Рудхан провинции Гилян и занимает территорию 6,2 гектаров. Некоторые эксперты считают, что крепость была построена во времена арабского вторжения в Иран (период Сасанидов).

## Расположение крепости
Крепость расположена на территории 6,2 гектаров, ее длина составляет 1,5 километра. На стенах крепости было расположено 65 башен, на данный момент сохранилось только 42. Крепость Рудхан находится в 25 километрах от города Маклаван, 45 километрах от города Масуле и 20 километрах от города Шафт. Если считать фактическое расстояние по главной дороге, то расстояние до Маклавана составляет 35 километров, а до Масуле 40 километров. Высота крепости варьируется от 665 до 715 метров над уровнем моря.
Крепость расположена на высоте между 665 и 715 метров над уровнем моря, рядом с крепостью находятся реки с одноименными названиями.

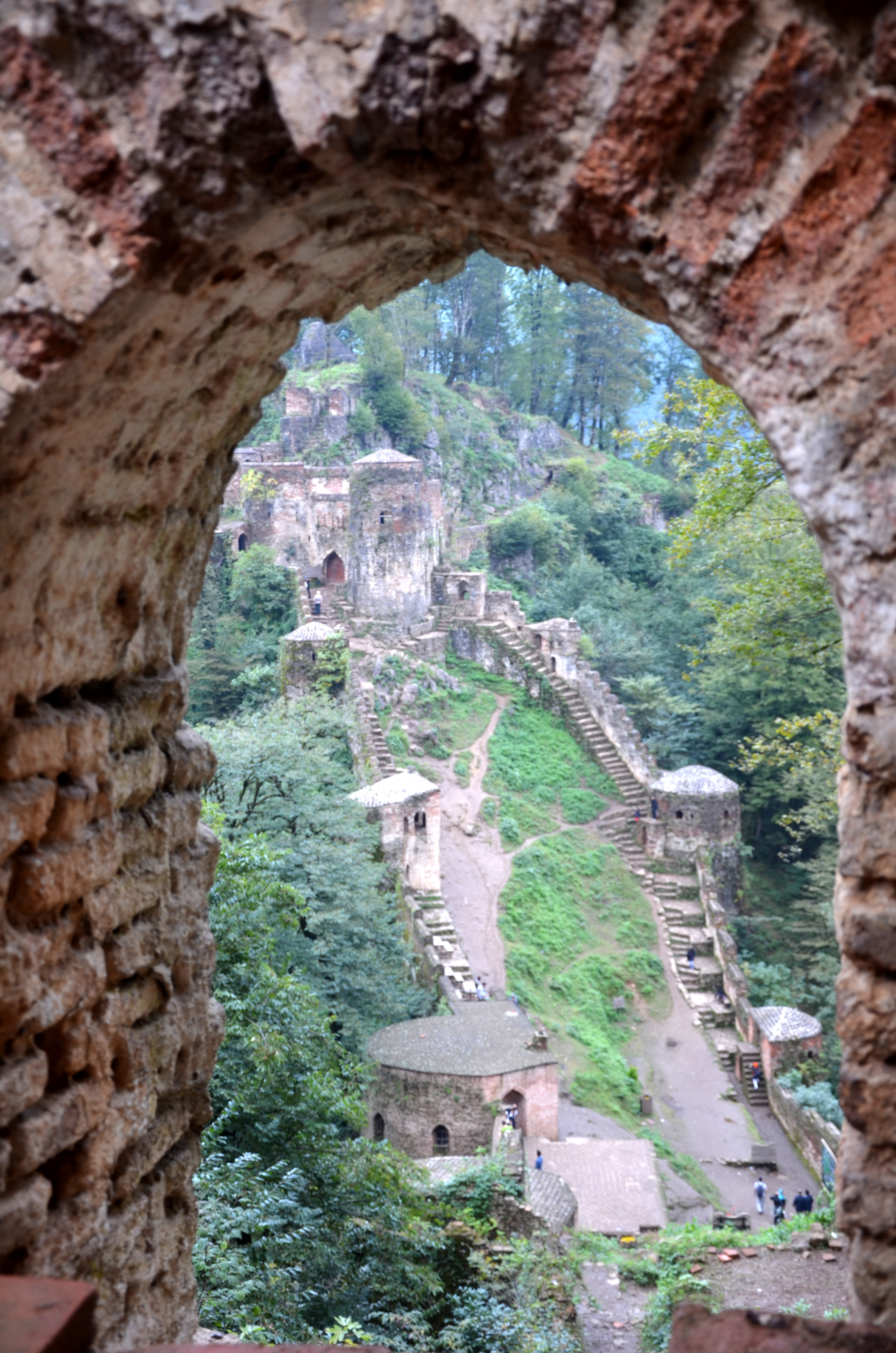

## История
Большинство экспертов считает, что крепость Рудхан была построена в эпоху Сасанидов во время арабского нашествия на Иран. В период Сельджукидов крепость была перестроена и использовалась в основном как база исмаилитов (наряду с крепостью Аламут в провинции Казвин).
На табличке, висевшей перед входом в крепость (на данный момент табличка находится в музее драгоценностей в Реште, Гилян), сказано, что она перестраивалась с 1513 по 1515 годы для султана Хессама ад-Дина. Амир Хессам ад-Дин Дабадж Фумани (Мозаффар ас-Солтан) был правителем региона Бияхпас, единственного оплота Гиляна, который мог сопротивляться давлению Сефевидов. В конце концов, Сефевиды одержали победу, захватив Бияхпас; Хессам ад-Дин был арестован, отправлен в Тебриз и спустя некоторое время казнен.

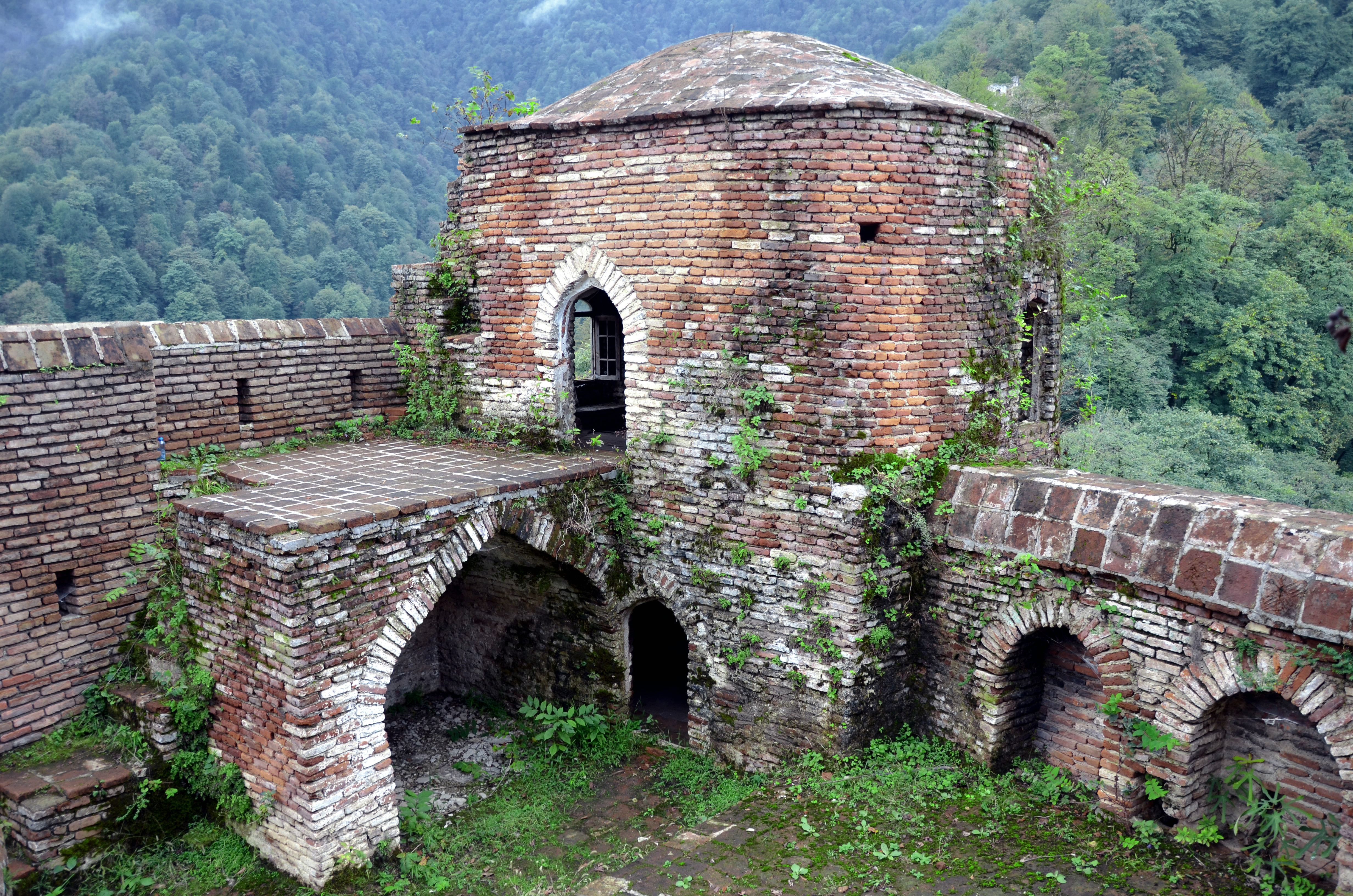

## Описание
Крепость построена из камня и кирпича. Дерево сознательно не использовалось в строительстве данной крепости из-за климатических особенностей региона: климат Гиляна очень влажный, и деревянная крепость не могла бы просуществовать в таких условиях долгое время.
Крепость состоит из основной части и арсенала. Основная часть расположена в западной стороне крепости, она представляет собой двухэтажную постройку из кирпича. Арсенал находится в восточной части крепости, он состоит из оборонительных сооружений, нескольких казарм и маленькой тюрьмы. В арсенале также находится запасной выход из крепости. В основной части жил правитель с семьей, там находится водохранилище, баня и амбары. Дорога до крепости идет постоянно вверх и занимает около 30 минут, поэтому некоторым путешественникам она дается сложно.

## Галерея

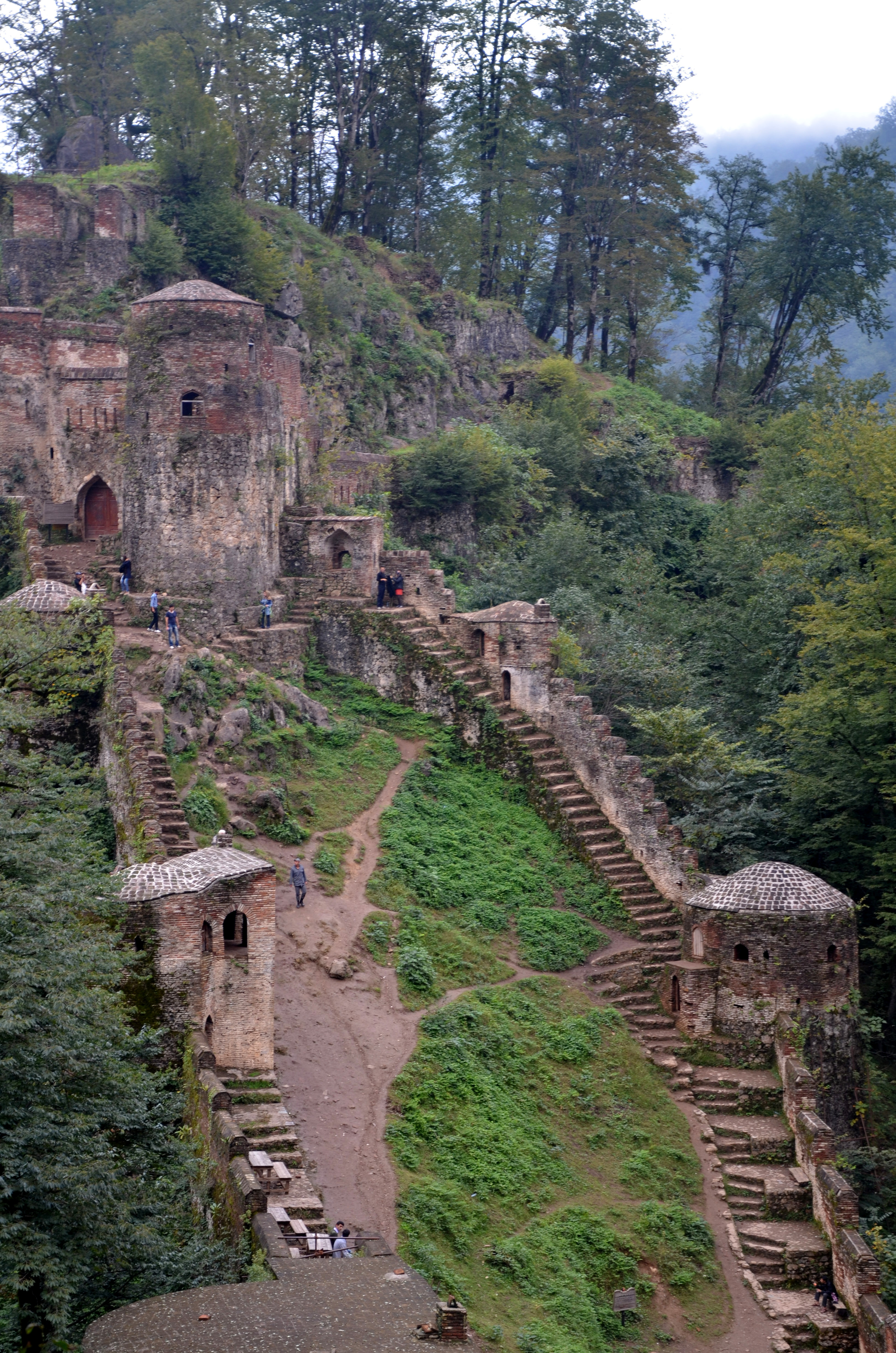
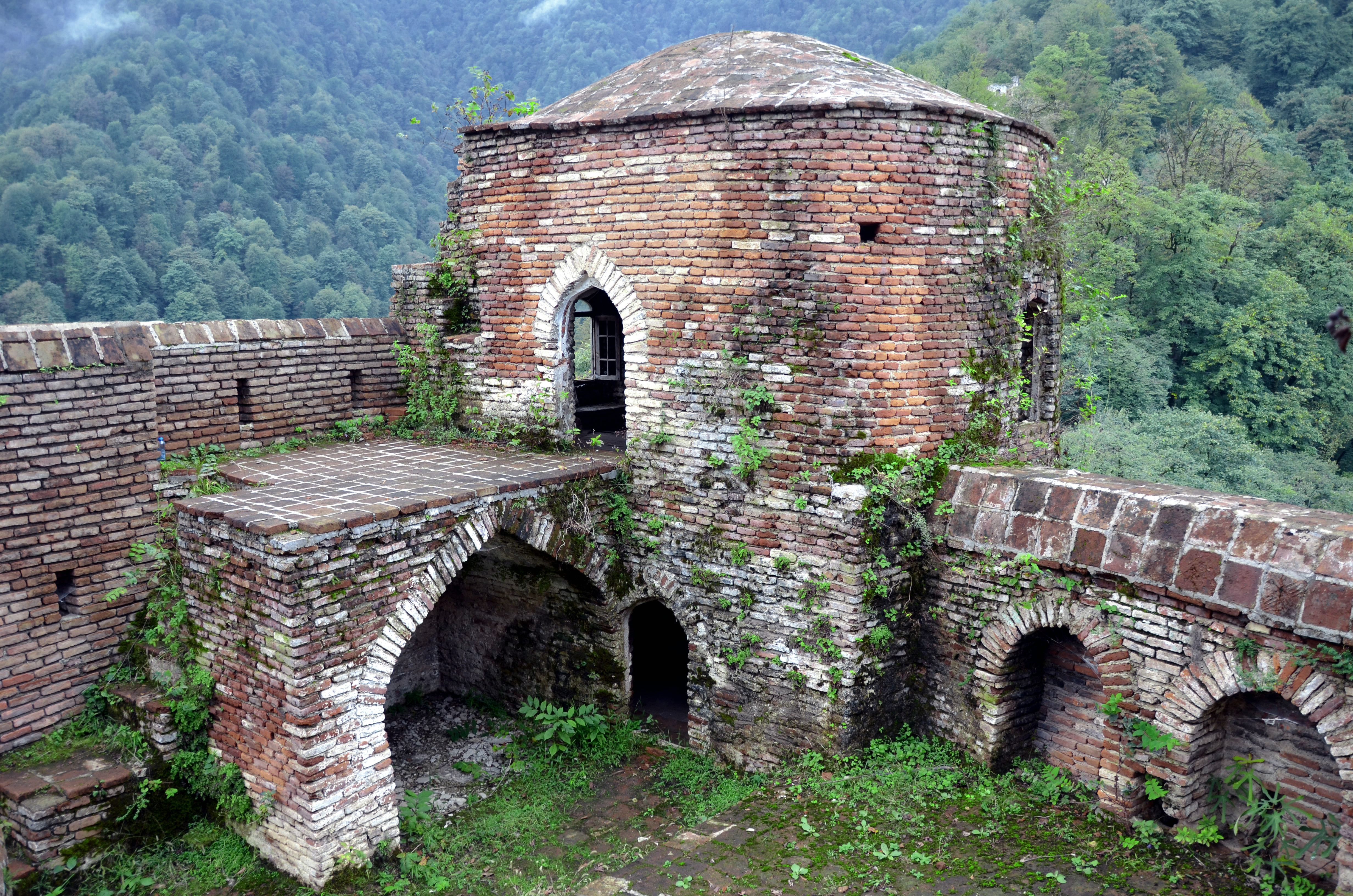
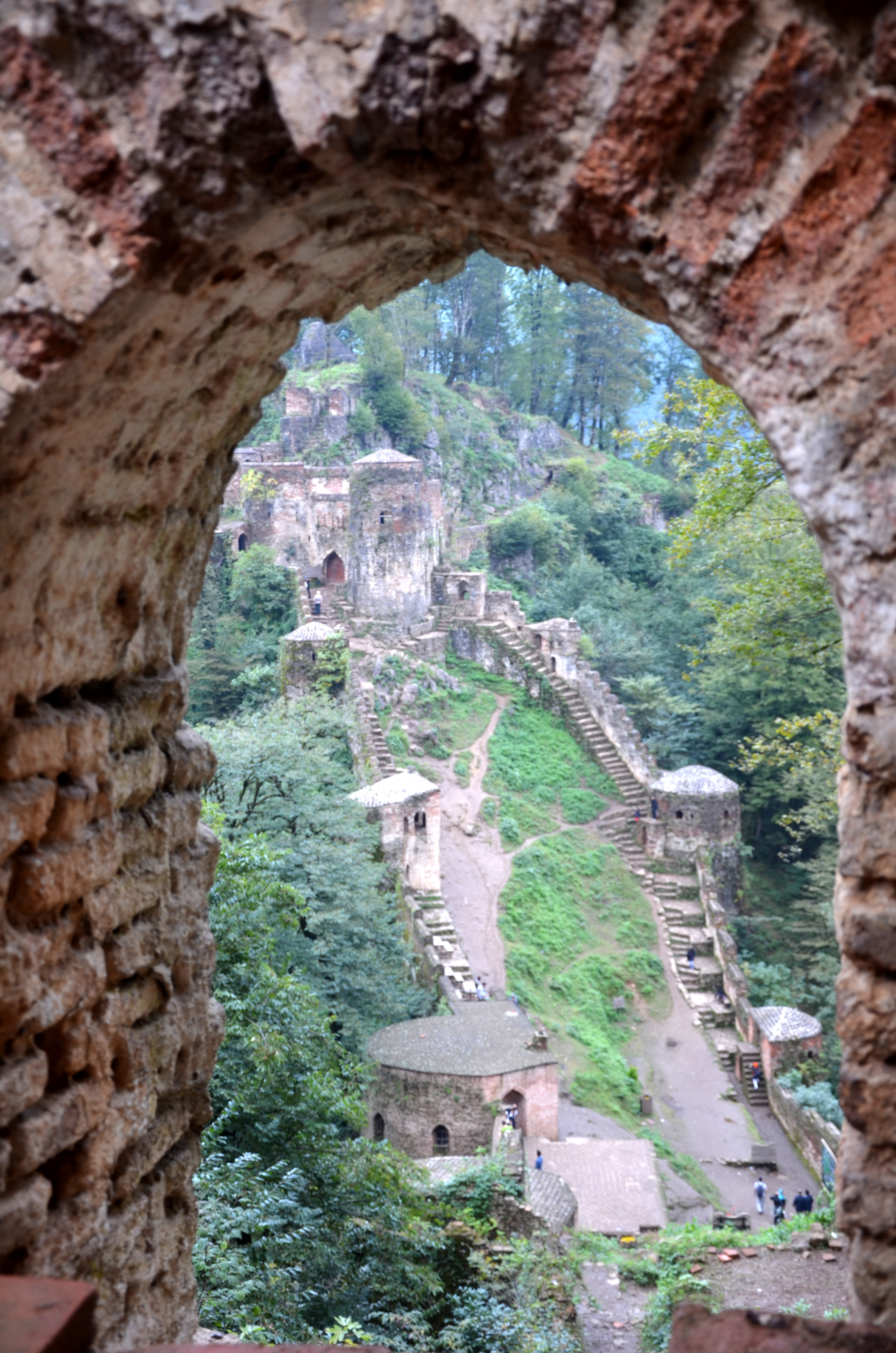
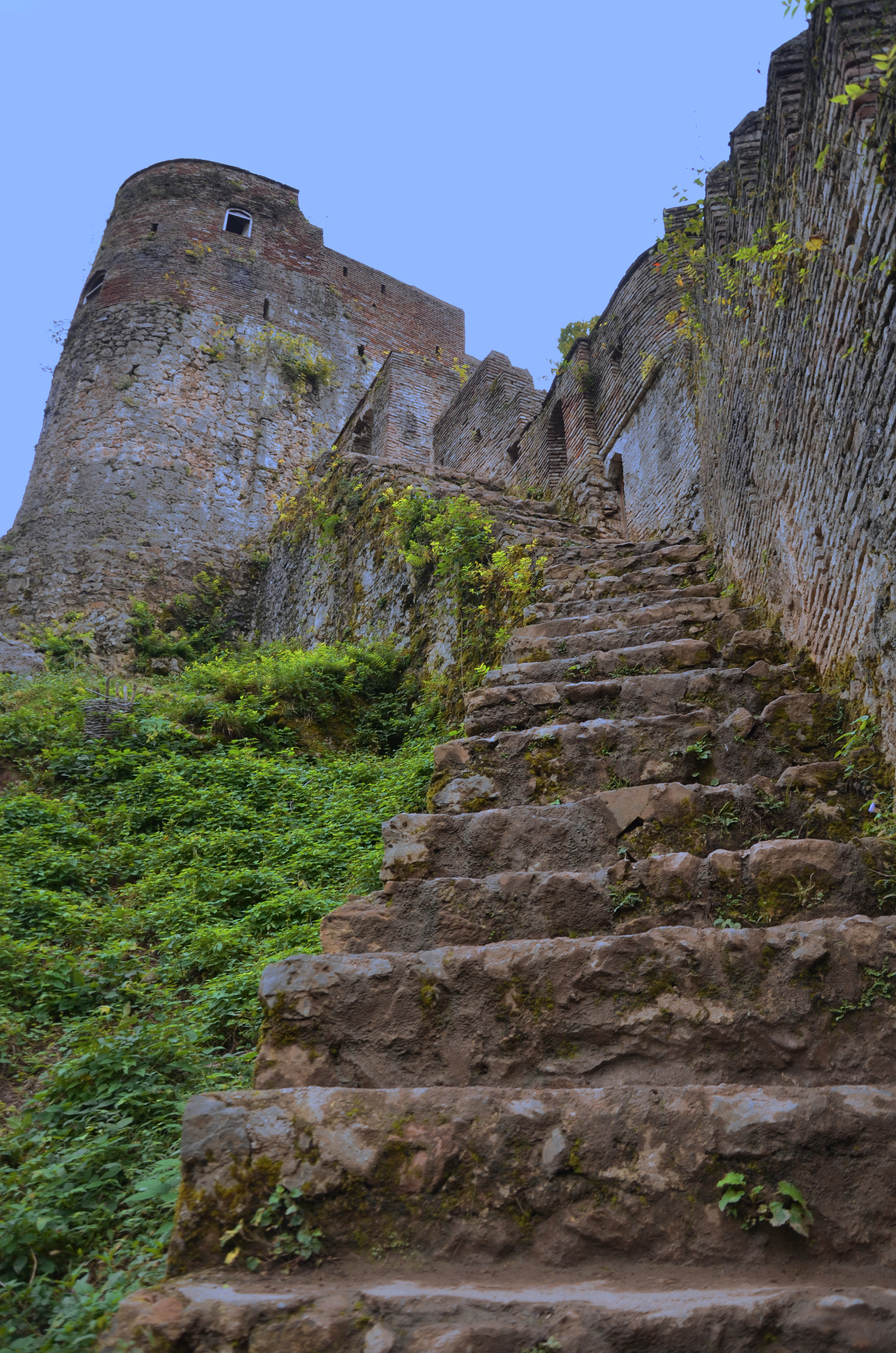
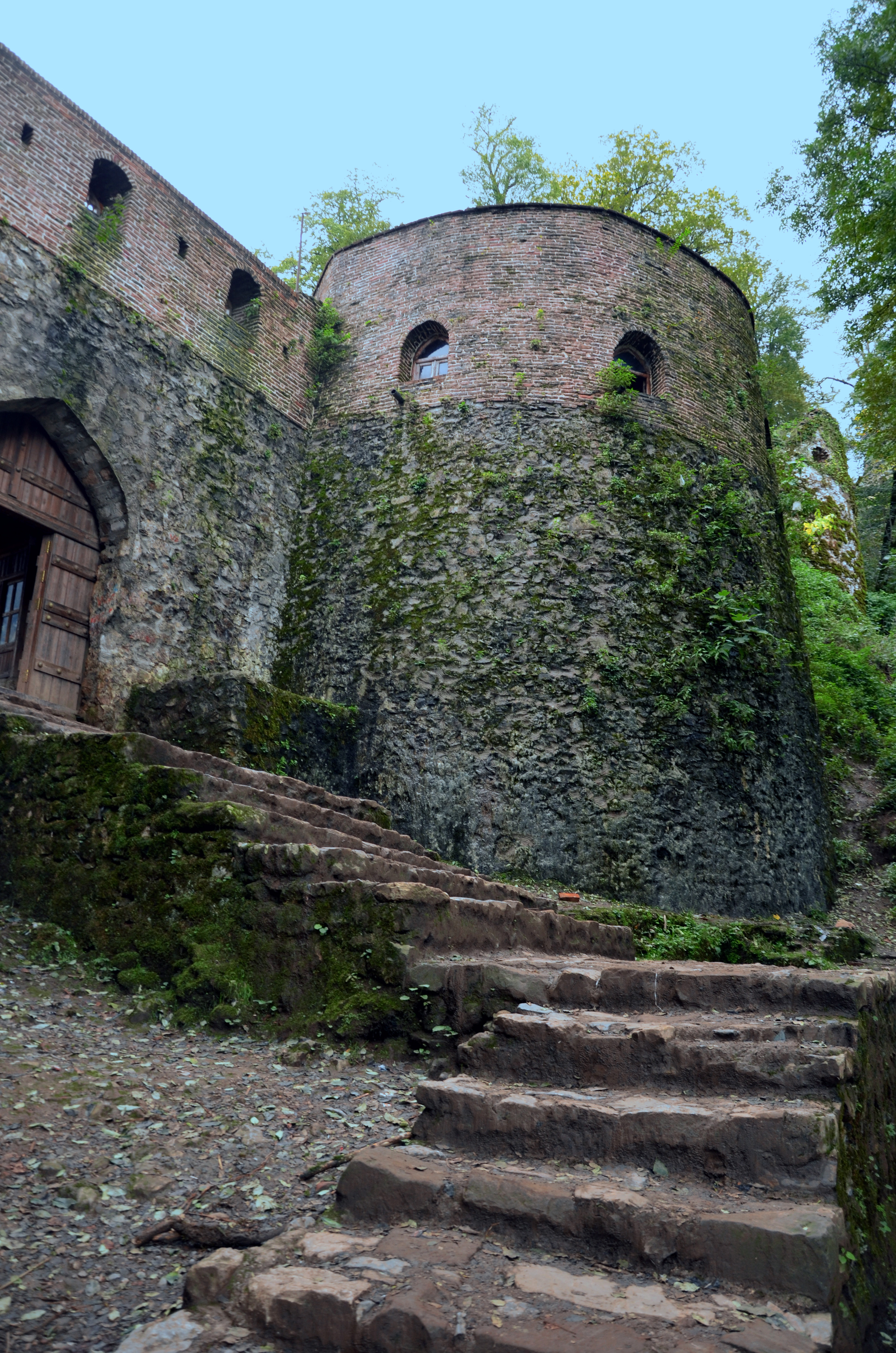
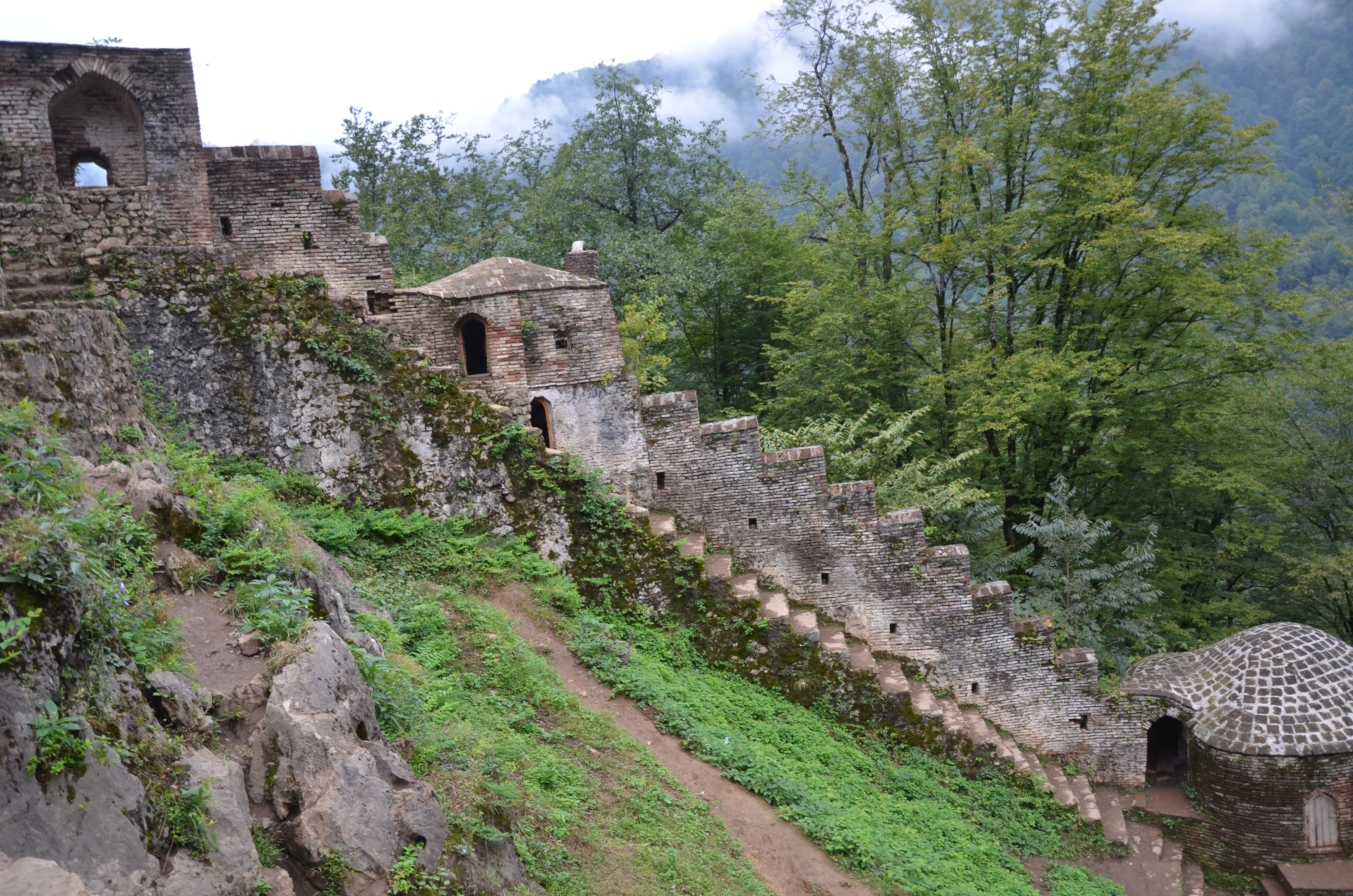
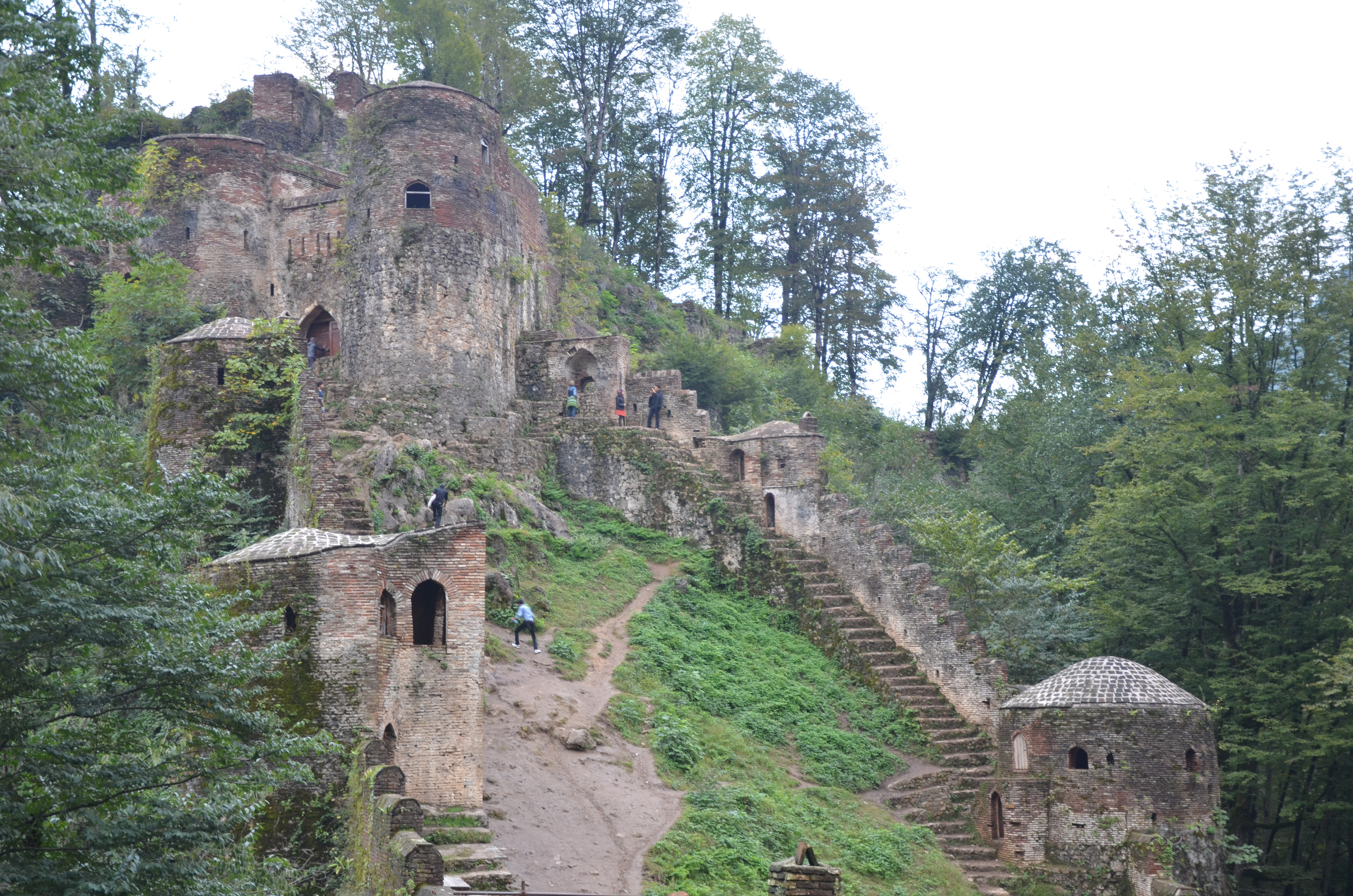
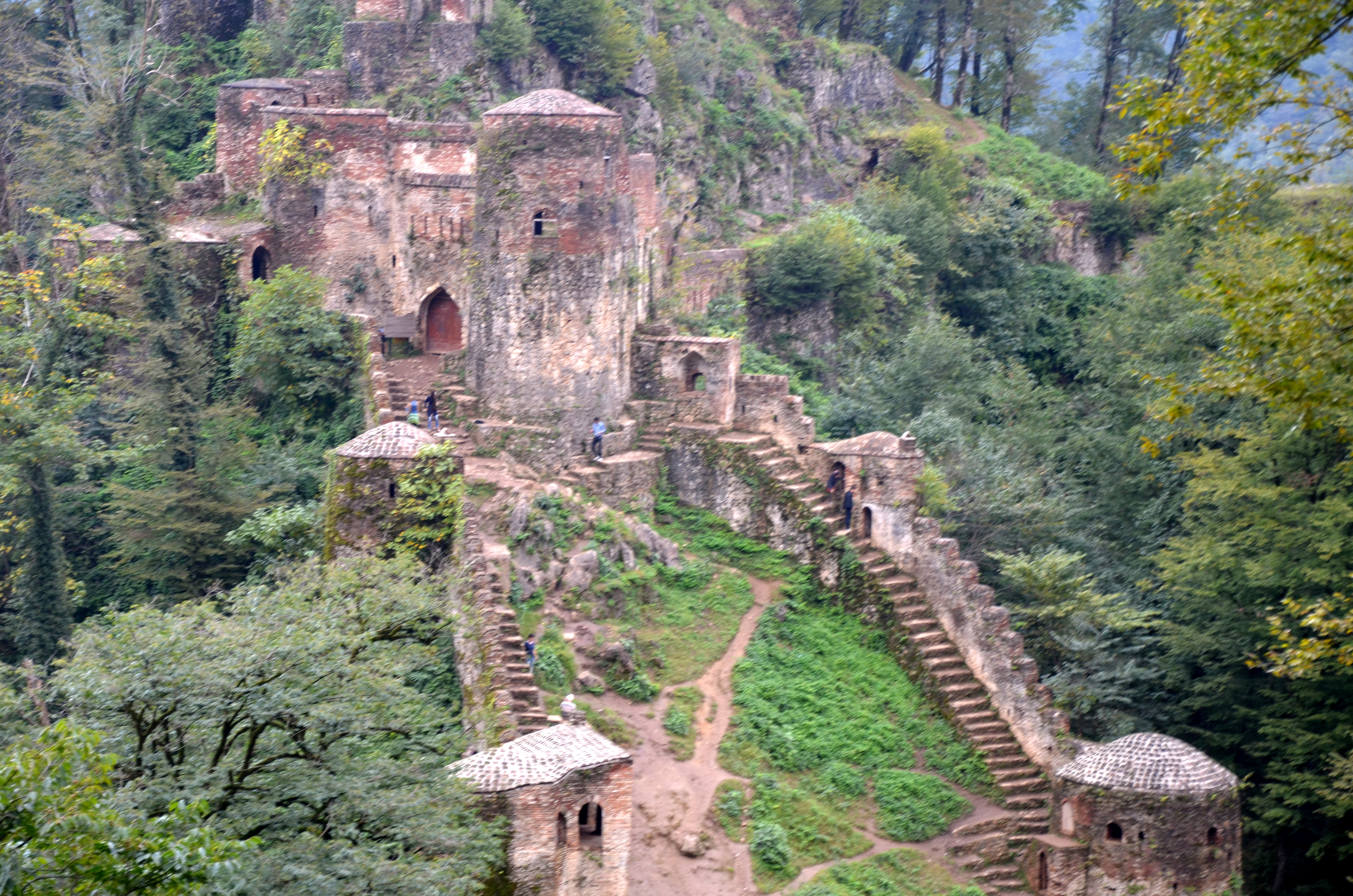
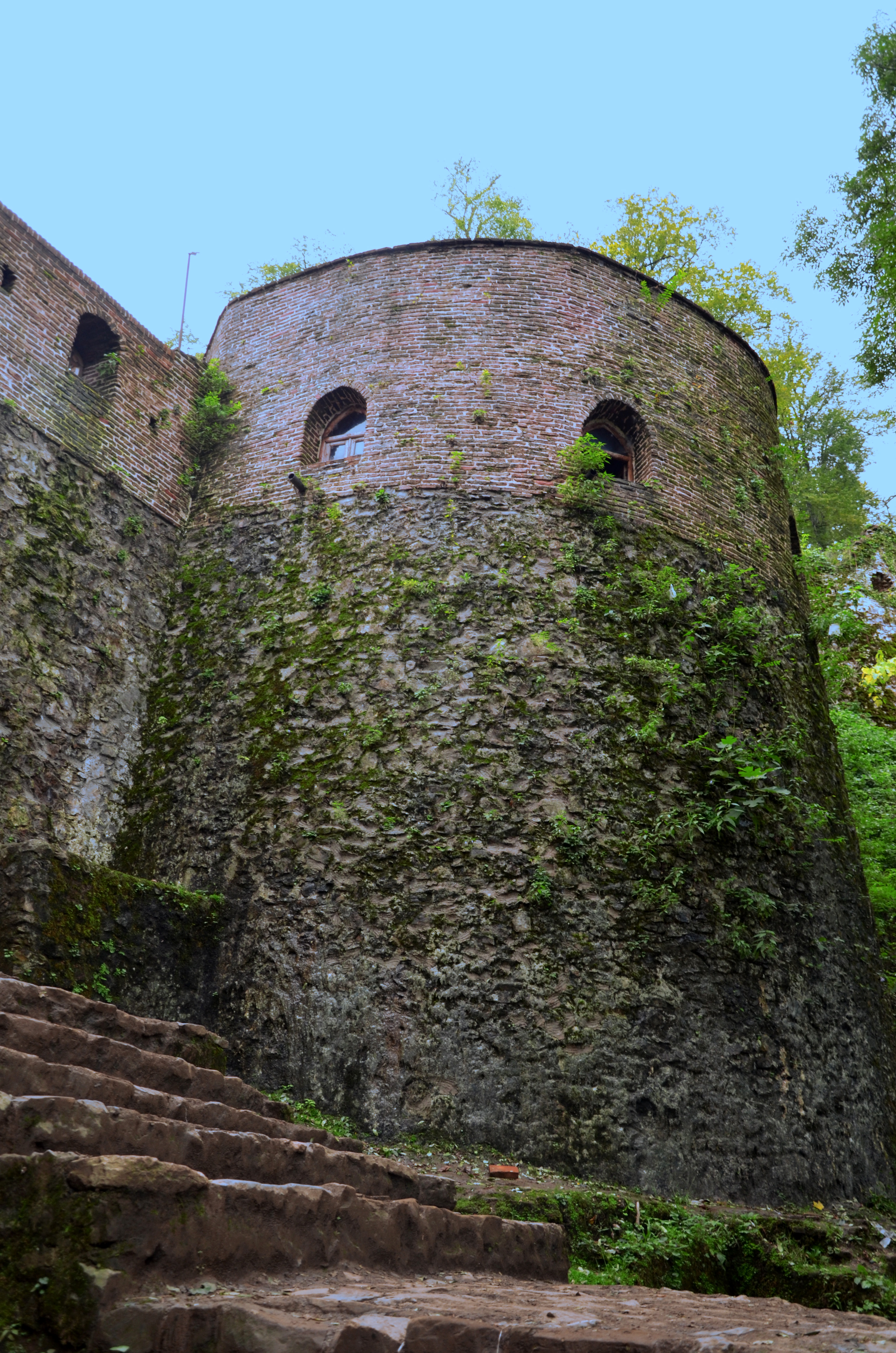
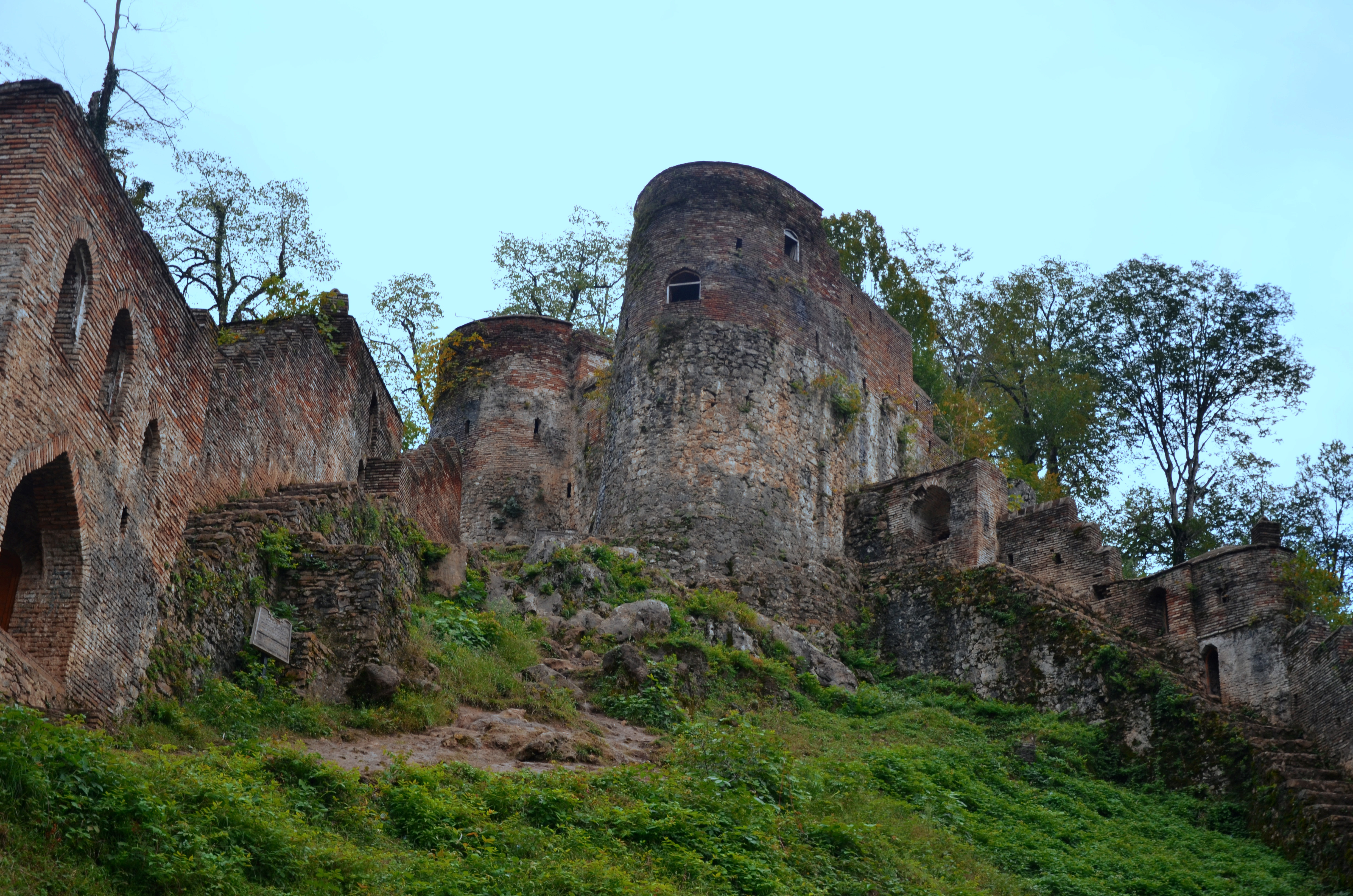
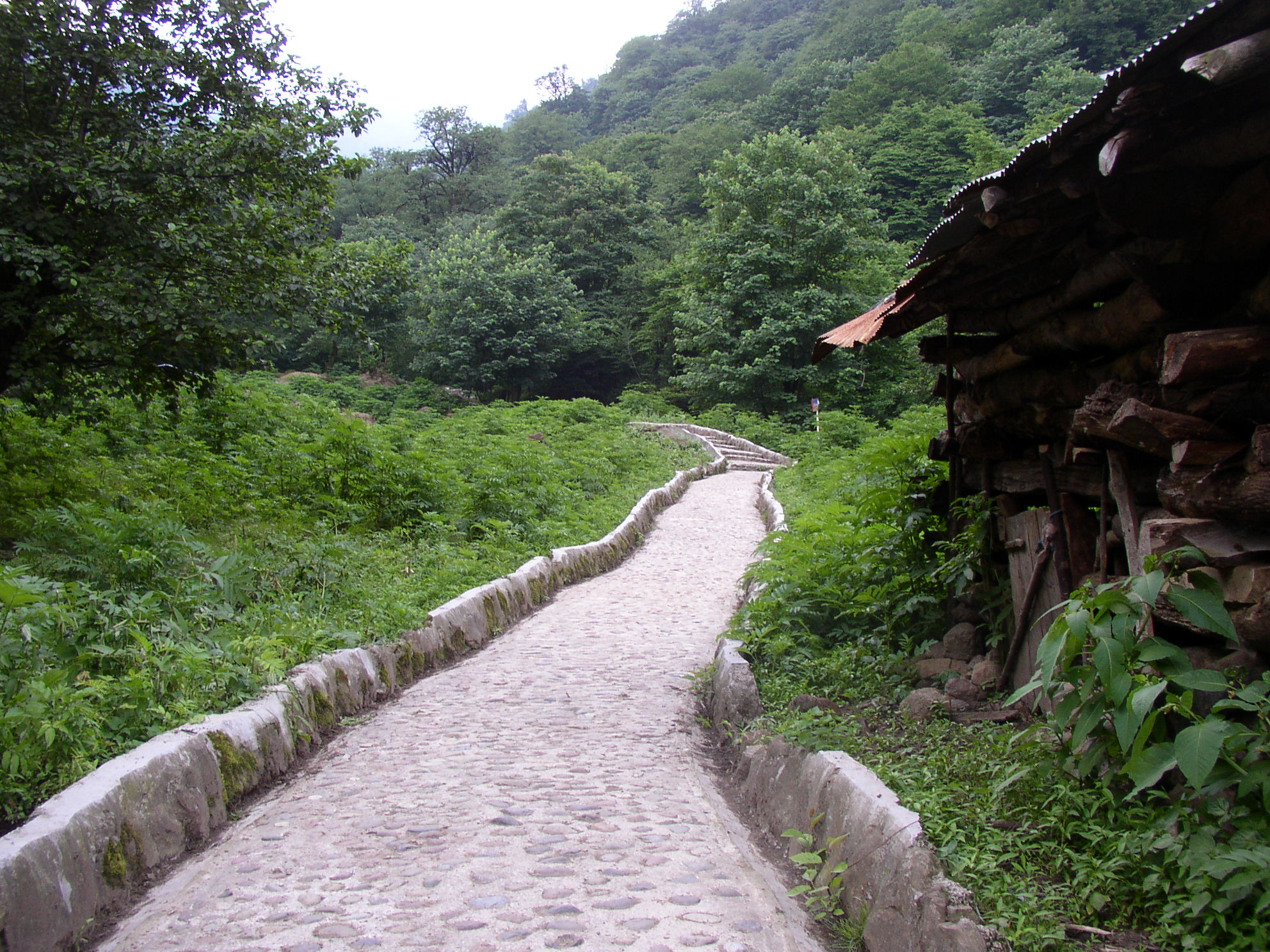
Парк крепости Рудхан
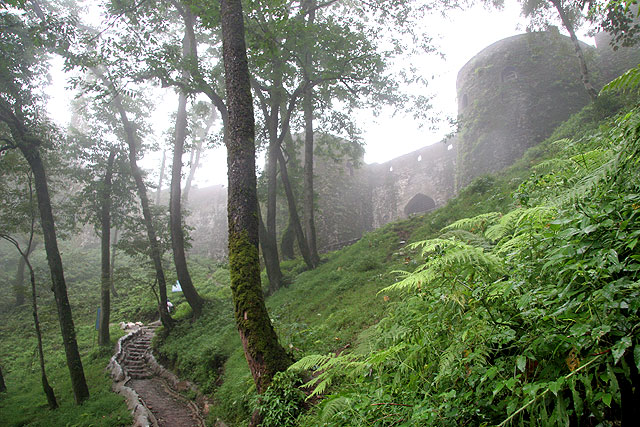
Главная дорога к крепости Рудхан
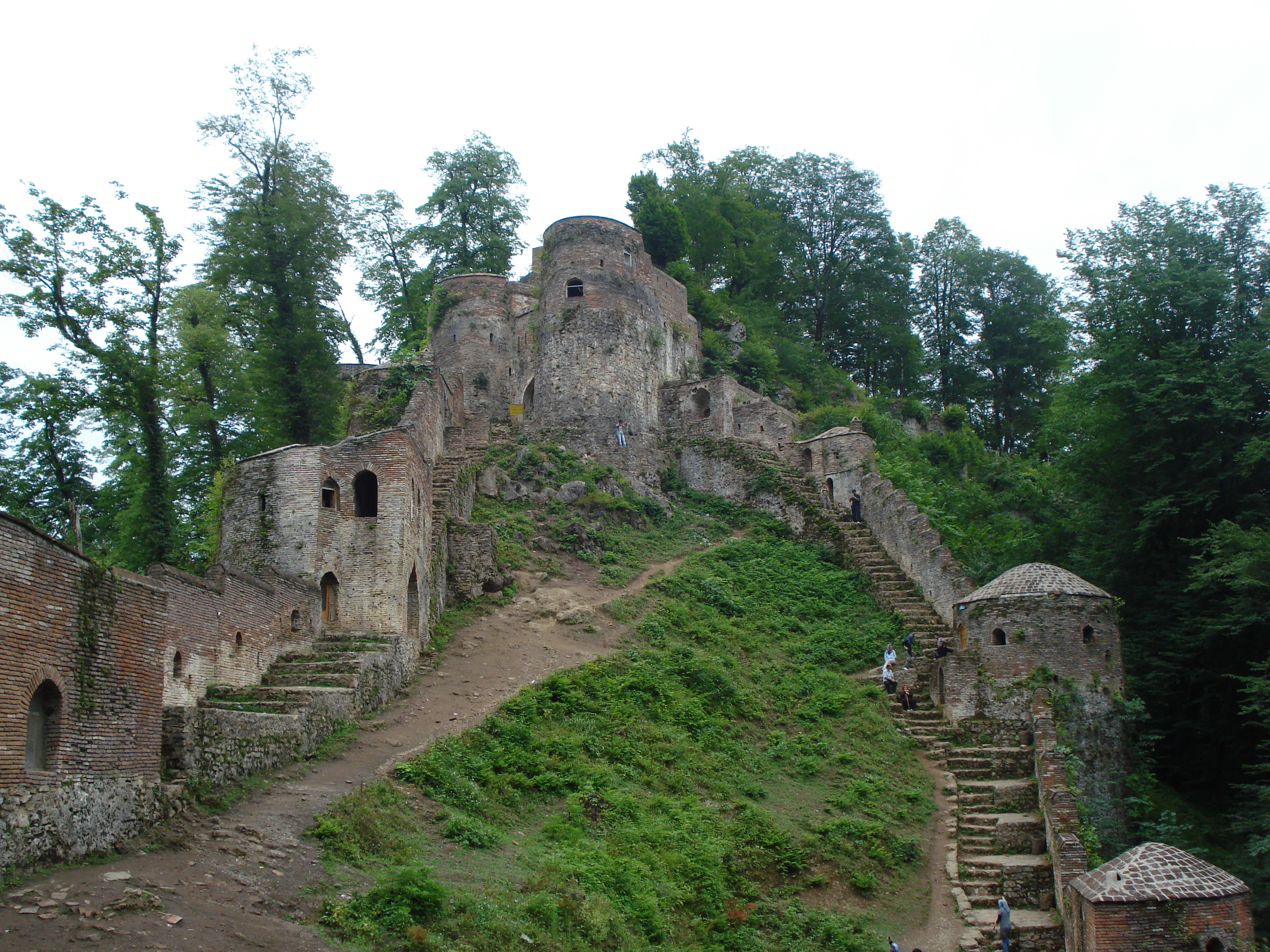
Полноценный обзор крепости Рудхан
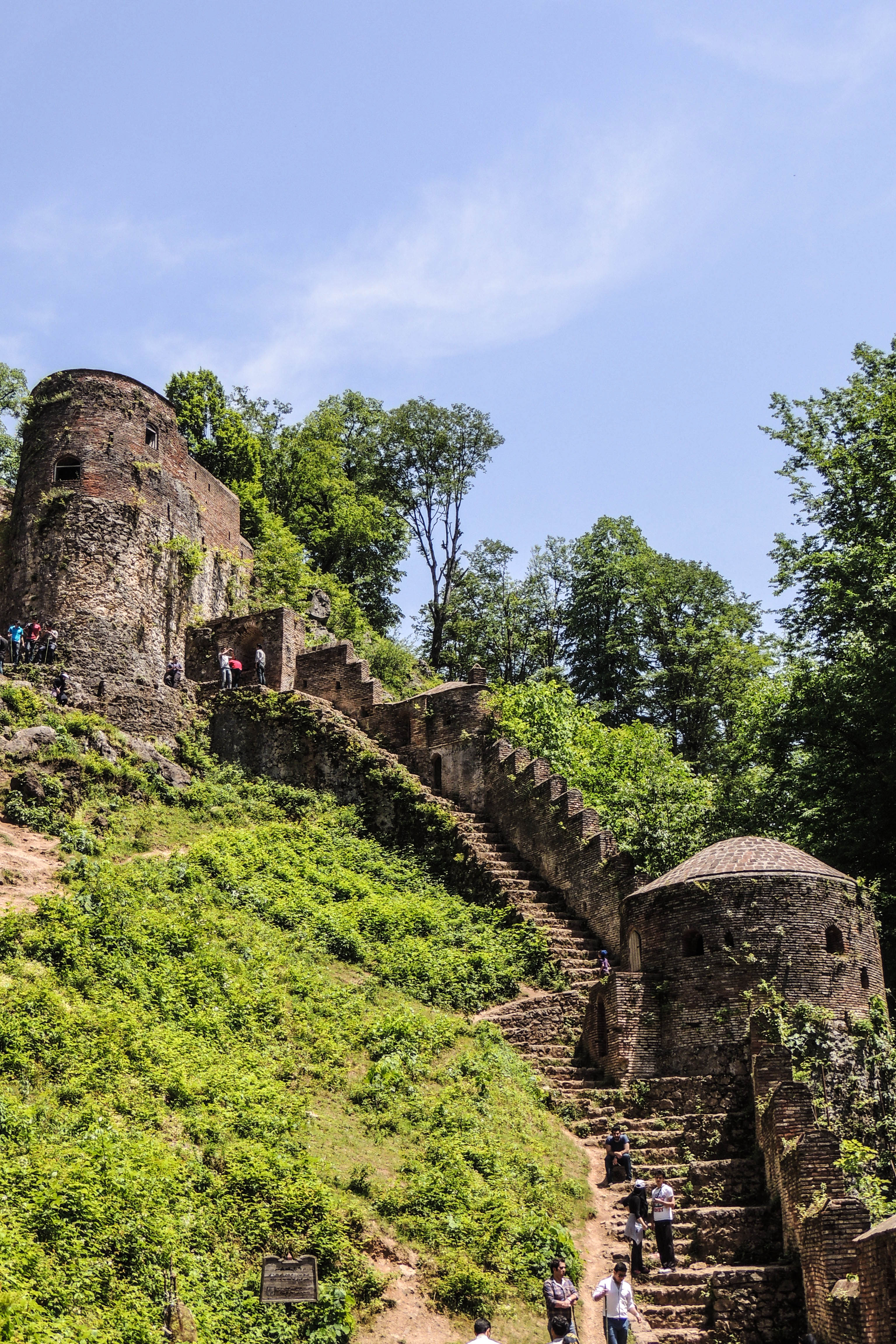
Вид крепости Рудхан